# CUTGANA
Il Centro Universitario per la Tutela e la Gestione degli Ambienti Naturali e degli Agroecosistemi (identificato dall'acronimo CUTGANA) è un centro di ricerca multidisciplinare dell'Università degli Studi di Catania, istituito con decreto regionale 5075/1996, che promuove, coordina e realizza, anche in collaborazione con i dipartimenti dell'ateneo e con altre istituzioni scientifiche nazionali ed internazionali ed enti pubblici e privati, ricerche e studi in materia di tutela, gestione e valorizzazione delle risorse ambientali e degli ecosistemi naturali e agrari. Fino al 2021, la Regione Siciliana aveva riconosciuto al CUTGANA la gestione di sette tra aree protette e riserve naturali.
Il Cutgana è diretto dal professor Giovanni Signorello.

## Attività

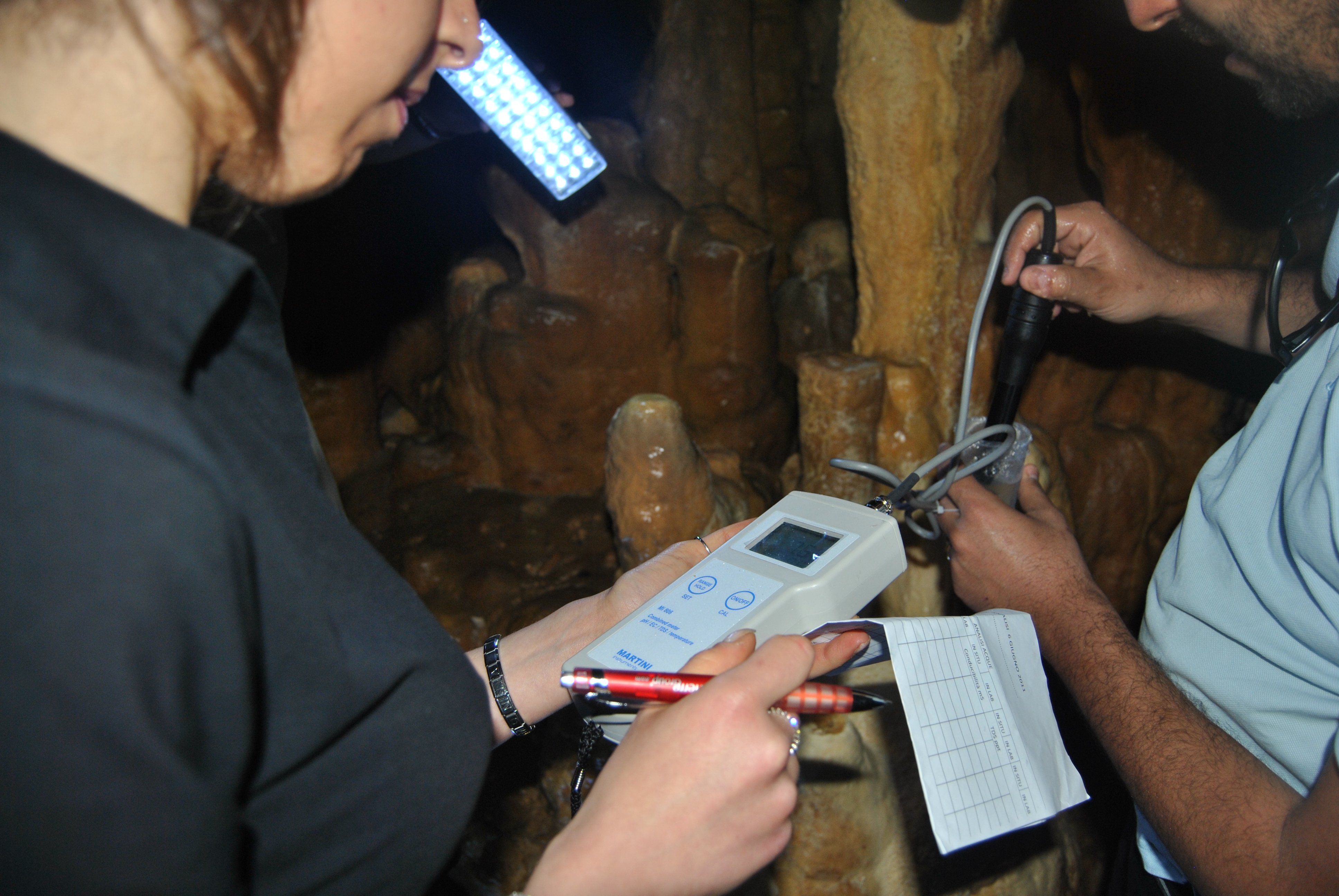
Analisi su un campione d'acqua in grotta compiuta da personale del centro.

Il Cutgana promuove e organizza workshop, convegni, stage e altri progetti formativi su tematiche ambientali in favore degli studenti e anche di professionisti e tecnici di enti pubblici e privati e svolge iniziative finalizzate a sviluppare e diffondere nella società una maggiore consapevolezza, informazione, educazione e partecipazione ambientale. Il centro universitario gestisce sette riserve naturali della Regione Siciliana (RNI Complesso Immacolatelle e Micio Conti di San Gregorio di Catania, RNI Isola Lachea e Faraglioni dei Ciclopi di Aci Trezza, RNI Complesso speleologico Villasmundo-S.Alfio di Melilli, RNI Grotta Monello di Siracusa, RNI Grotta Palombara di Melilli, RNO Isola Bella di Taormina, RNO Vallone di Piano della Corte di Agira) e l'Area marina protetta Isole Ciclopi di Aci Trezza del Ministero dell'Ambiente, della Tutela del Territorio e del Mare in cui vengono anche sperimentati e realizzati innovativi modelli di gestione e promosse nuove forme di eco-turismo responsabile.
Il Cutgana è stato autorizzato dal Ministero dello Sviluppo economico a svolgere corsi di formazione per la certificazione energetica degli edifici ai sensi del decreto del Presidente della Repubblica numero 75 del 16 aprile 2013.
Nell'ambito della politica di promozione dell'efficienza energetica, il Governo - con il Decreto del Presidente della Repubblica 16 aprile 2013, n. 75 (modificato con il decreto legge 145/2013 - "Destinazione Italia", convertito con la legge 9/2014), e con il decreto legge n. 63 del 2013 (convertito con la legge n. 90 del 2013) - ha recentemente rafforzato questo strumento prevedendo che i corsi di formazione per i certificatori energetici degli edifici possano essere svolti a livello nazionale da Università, Organismi ed enti di ricerca, Consigli, ordini e collegi professionali.
I corsi sono autorizzati dal Ministero dello sviluppo economico, d'intesa con i Ministeri dell'Ambiente e delle Infrastrutture.

## Riserve

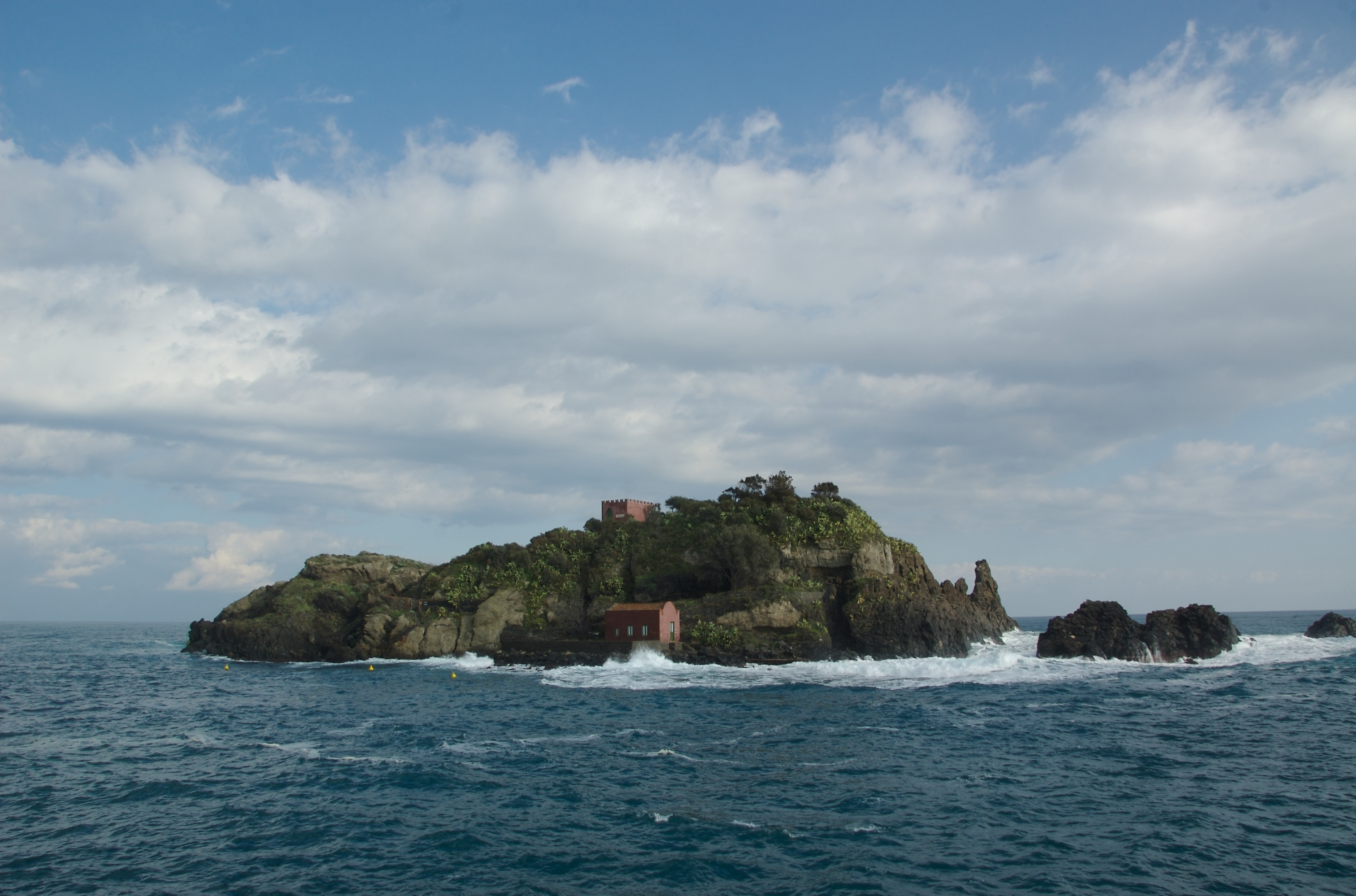
L'Isola Lachea presso la riserva naturale integrale Isola Lachea e faraglioni dei Ciclopi.

Il Cutgana tutela diversi ambienti naturali in molteplici province siciliane.
La Riserva naturale integrale "Isola Lachea e Faraglioni dei Ciclopi", ad Aci Trezza (CT) affidata in gestione al centro nel 1998, preserva l'isola Lachea e il piccolo arcipelago delle Isole Ciclopi con il loro patrimonio paesaggistico, storico, culturale, e anche faunistico e vegetazionale, terrestre quanto marino, tra cui specie biologiche endemiche dell'isola.
La R.N.I. "Complesso Immacolatelle e Micio Conti" ricade nei comuni di San Gregorio di Catania e di Acicastello, istituita con il Decreto n. 617 del 4 novembre 1998 dell'Assessorato per il Territorio e l'Ambiente della Regione Siciliana, ai sensi della legge regionale n. 14/88, e gestita dal centro.
La R.N.I. "Complesso Speleologico Villasmundo-S. Alfio", presso Melilli (SR), istituita nel 1998 e affidata in gestione al centro, ha natura paesaggistico-naturale e didattico-culturale, tutelando una complessa rete di grotte carsiche e nel contempo i diversi habitat dell'ambiente epigeo, nonché le testimonianze di attività antropiche della tradizione agricolo-pastorale degli Iblei.
La R.N.I. "Grotta Palombara" di Melilli è stata istituita nel 1998 dall'Assessorato per il Territorio e l'Ambiente della Regione Siciliana allo scopo di tutelare una delle più importanti grotte carsiche della Sicilia orientale per il suo sviluppo sotterraneo e la complessità dei sistemi di cavità con una fauna cavernicola variata che comprende un'importante componente guanobia e affidata al Cutgana.
La R.N.I. "Grotta Monello" presso Siracusa è stata dichiarata Riserva Naturale Integrale con decreto n. 615 del 4/11/1998 dell'Assessorato Territorio e Ambiente della Regione Siciliana e affidata in gestione al centro per tutelare l'eccezionale sviluppo di stalattiti e stalagmiti e la ricca fauna cavernicola con importanti endemismi troglobi appartenenti a Isopodi e Diplopodi.
La R.N.O. "Vallone di Piano della Corte", nel territorio di Agira (EN), istituita nel luglio del 2000 e affidata in gestione al centro per tutelare una varietà di aspetti paesaggistici di grande valenza naturalistica e didattico-culturale.
La R.N.O. "Isola Bella", istituita nel 1998, è stata affidata al Cutgana nel 2011 per le numerose emergenze naturalistiche presenti al suo interno, nonché per il forte ed insostituibile ruolo di isola di naturalità in un contesto fortemente antropizzato. Per la sua collocazione l'Isola Bella e l'ambiente marino che la circonda rivestono il ruolo nevralgico di corridoio ecologico nel comprensorio taorminese.
L'Area marina protetta "Isole Ciclopi",  di Aci Trezza e prima A.M.P. siciliana, è stata ridefinita nel 2004 con Decreto Ministeriale e gestita dal centro per tutelare la fauna e la flora marine nell'area relativa all'arcipelago delle Ciclopi. Per la gestione e la divulgazione della conoscenza delle forme di vita presenti nell'area sono previste anche visite mediante battello a fondale trasparente.

## Musei e strutture didattiche
Il Cutgana gestisce diverse strutture didattico-culturali di interesse scientifico, biologico, etno-antropologico. Sull'Isola Lachea gestisce il Museo della Stazione di Biologia marittima che ospita una vasta collezione di fauna marina e terrestre, di avifauna e un erbario oltre a una collezione di formazioni geologiche, mineralogiche e reperti archeologici; ad Agira, all'interno del Palazzo Giunta (in via Diodorea 31), è allestito il Museo naturalistico-ambientale "Diodoro Siculo" col patrocinio di Università di Catania e Comune di Agira in cui è possibile scoprire e visitare numerosi e pregevoli materiali scientifici provenienti dal territorio degli Erei e soprattutto della Riserva; il Laboratorio naturalistico-ambientale "Natura e Scienza" (via Valdisavoia 5, Catania), un esperimentario dove si mette in relazione il gioco con il mondo della fisica, consentendo al visitatore di interagire con giocattoli e oggetti di uso comune che vengono utilizzati per spiegare fenomeni e leggi fisiche; il Museo del Carsismo Ibleo (Contrada Perciata a Siracusa) in cui sono custodite rocce e minerali dell’area iblea.